# TBN 차차차 (경인주말)
김윤희의 주말 TBN 차차차는 TBN 경인교통방송(인천, 경기 FM 100.5MHz, 서해5도 FM 105.5MHz)에서 주말 오후 2시부터 3시 55분까지 방송했던 인천, 경기지역의 라디오 음악 프로그램이다.

## 프로그램 소개
- 설레는 주말 오후 2시, 신나는 트로트로 남은 주말을 더 활기차게! 톡톡 튀는 진행으로 더 유쾌하게! 실시간 교통정보로 더 안전하게! 주말 오후를 더욱 더 풍성하게 보낼 수 있는 TBN 차차차와 함께~

## 요일 코너

### 토요일
- 우당탕탕 윤희빈 생존기 - 주상전하의 성은 입을 날만 목놓아 기다리는 윤희빈의 궁궐 생존기를 담은 이야기
- 윤퀴~즈? - 나른해질때 쯤! 재밌고 스릴있는 고품격 퀴즈 (초성퀴즈)
- 오롯한 뮤직 - 오늘의 트롯을 들어보는 시간!
- 릴레이 차차차 -청취자들의 신청곡을 쭉~ 이어 들려드립니다!

### 일요일
- 우당탕탕 윤희빈 생존기 - 주상전하의 성은 입을 날만 목놓아 기다리는 윤희빈의 궁궐 생존기를 담은 이야기
- 윤퀴~즈? - 나른해질때 쯤! 재밌고 스릴있는 고품격 퀴즈 (초성퀴즈)
- 오롯한 뮤직 - 오늘의 트롯을 들어보는 시간!
- 릴레이 차차차 -청취자들의 신청곡을 쭉~ 이어 들려드립니다